# Caroline Jönsson
Elin Hanna Caroline Jönsson (22 de novembro de 1977) é uma futebolista profissional sueca que atua como goleira.

## Carreira
Caroline Jönsson fez parte do elenco da Seleção Sueca de Futebol Feminino, nas Olimpíadas de 2000, 2004 e 2008. 